# 细女贞
细女贞（学名：Ligustrum gracile）为木犀科女贞属的植物，是中国的特有植物。分布在中国大陆的四川、云南等地，生长于海拔800米至3,800米的地区，常生长在山坡灌丛中，目前尚未由人工引种栽培。

## 别名
酸姜木（四川康定）

## 异名
- Ligustrum compactum (Wall. ex G. Don) Hook. f. et Thoms. ex Brandis var. glabrum (Mansf.) Hand.-Mazz.